# نيكلاس سكوغ
نيكلاس سكوغ (بالسويدية: Niklas Skoog)‏ (15 يونيو 1974 بغوتنبرغ في السويد - ) هو لاعب كرة قدم سويدي في مركز الهجوم. شارك مع منتخب السويد تحت 21 سنة لكرة القدم ومنتخب السويد لكرة القدم. أما مع النوادي، فقد لعب مع نادي أوربرو ونادي دويسبورغ ونادي مالمو ونادي نورنبرغ وفاسترا فرولندا ‏ وMjällby AIF ‏.

## وصلات خارجية
- نيكلاس سكوغ على موقع اتحاد السويد (السويدية)
- نيكلاس سكوغ على موقع قاعدة بيانات كرة القدم.إي يو (الإنجليزية)
- نيكلاس سكوغ على موقع ناشيونال فوتبول تيمز (الإنجليزية)
- نيكلاس سكوغ على موقع عالم كرة القدم.نت (الإنجليزية)